# Fritz Lang (Mediziner)
Fritz Lang (* 26. Februar 1902 in Zürich; † 5. Juni 1976 in Luzern, heimatberechtigt in Luzern) war ein Schweizer Unfallmediziner.

## Leben
Fritz Lang kam am 26. Februar 1902 in Zürich als Sohn des Lithographen Kaspar Friedrich Lang und der Emma geborene Mittersteiner zur Welt. Nach dem Besuch des Gymnasiums in Zürich belegte er bis 1926 ein Studium der Medizin an der Universität Zürich, das er dort 1927 mit dem Erwerb des akademischen Grades eines Dr. med. abschloss.
In der Folge war er zwischen 1927 und 1932 als Arzt in verschiedenen Kliniken im In- und Ausland im Einsatz. Seit 1932 war Fritz Lang zunächst als Arzt in der Zentralverwaltung der Schweizerischen Unfallversicherungsanstalt (Suva) in Luzern, ab 1936 als Stellvertreter des Suva-Oberarztes, ab 1951 als Suva-Oberarzt und zuletzt von 1954 bis 1970 als Direktor der Suva tätig.
Daneben habilitierte er sich 1941 und wirkte zwischen 1941 und 1948 als Privatdozent für Unfallmedizin sowie zwischen 1948 und 1951 als Ausserordentlicher Professor an der Universität Basel. Im Anschluss lehrte Lang von 1951 bis 1970 als Ausserordentlicher und seit 1970 als Ordentlicher Professor an der Universität Zürich.  Überdies diente er in der Schweizer Armee im Rang eines Oberstleutnants.
Er war verheiratet mit Ruth Nora geborene Fäsi. Fritz Lang starb am 5. Juni 1976 74-jährig in Luzern.

## Ehrungen
- Verleihung der Ehrenmitgliedschaft der Schweizerischen Gesellschaft für Unfallmedizin.